# Enchelycore carychroa
Enchelycore carychroa es un pez de la familia de los morénidas en el orden de los Anguilliformes.

## Morfología
Los machos alcanzan los 34 cm de longitud total.

## Distribución geográfica
Se encuentra desde Bermuda, el sur de Florida, las Bahamas y al oeste del Golfo de México hasta el Brasil.